# Stazione di Campanasissa
Stazione di Campanasissa egy bezárt vasútállomás Olaszországban, Szardínia régióban, Siliqua településen.

## Vasútvonalak
Az állomást az alábbi vasútvonalak érintik:
- Siliqua-San Giovanni Suergiu-Calasetta-vasútvonal

## Kapcsolódó állomások
A vasútállomáshoz az alábbi állomások vannak a legközelebb: 
- Stazione di Siliqua (FMS)
- Bau Pressiu railway station

## Lásd még
- Szardínia vasútállomásainak listája